# This War of Mine
This War of Mine – gra komputerowa opowiadająca o przetrwaniu w czasie wojny, wyprodukowana przez polskie studio 11 bit studios inspirowana oblężeniem Sarajewa. W przeciwieństwie do innych gier poruszających tematykę wojenną, gracz nie wciela się w żołnierza – bohatera wojennego, lecz cywila – ofiarę wojny, starającego się przeżyć w ciężkich warunkach. Gracz jest zmuszony dokonywać wyborów moralnych w celu zapewnienia żywności, lekarstw i schronienia. Gra została wydana na systemy Microsoft Windows, macOS i Linux w listopadzie 2014 roku. Wersje na systemy Android i iOS pojawiły się 15 lipca 2015 roku. 29 stycznia 2016 wydano wersje na konsole Xbox One i PlayStation 4.

## Odbiór gry
Koszty produkcji gry zwróciły się w ciągu dwóch pierwszych dni sprzedaży. Otrzymała wysokie noty recenzentów, uzyskując średnią z ocen 82/100 punktów według serwisu Metacritic.
W 2015 roku This War of Mine zdobyła „Audience Award” (nagrodę publiczności) konkursu Independent Games Festival. W tym samym roku gra zdobyła nagrody w kategoriach najlepszej gry międzynarodowej („Bestes Internationales Spiel”) oraz najlepszego nowatorskiego świata gry („Beste internationale neue Spielwelt”) w konkursie Deutscher Computerspielpreis.
W 2020 roku Kancelaria Prezesa Rady Ministrów zapowiedziała wejście gry This War of Mine do kanonu nieobowiązkowych lektur szkolnych, jest to pierwsza na świecie inicjatywa dodania gry komputerowej do kanonu lektur. Gra została włączona do programu nauczania w 2022 roku. Udostępniono ją także nieodpłatnie do celów edukacyjnych.

## Fabuła i rozgrywka
Fabuła gry osadzona jest w mieście Pogoren, wzorowanym na oblężonym Sarajewie i oparta jest na trzech historiach: 
1. Opowieści o ojcu, chcącym ratować swoje jedyne dziecko
2. Przeżyciach dwojga ludzi (pary), prowadzących rozgłośnię radiową w oblężonym mieście
3. Opowiadaniu Fading Embers o walce trojga ludzi Anji, Rubena i Zorana o dziedzictwo narodowe.

Akcja gry rozgrywa się w dwóch scenach: dzień i noc. Dzień pozwala na opatrywanie rannych, zajmowanie się schronieniem i ogarnianie zaplecza: produkcję bimbru, skręcanie papierosów itp. Z kolei w porze nocnej gracz musi wyruszyć na niebezpieczną wyprawę do miasta, by uzupełnić zasoby i zebrać przedmioty konieczne do przetrwania.

## Ścieżka dźwiękowa
1. This War of Mine
2. Some Place We Called Home
3. When the Night Comes
4. These Cold Days
5. No Good Choice
6. We Keep Going
7. Things Right and Wrong
8. Monday Cigarette
9. Time Is Running Out
10. The Last Goodbye
11. Thaw
12. Tuned to Live
13. Alone
14. Still Alive Inside